# Kat Von D

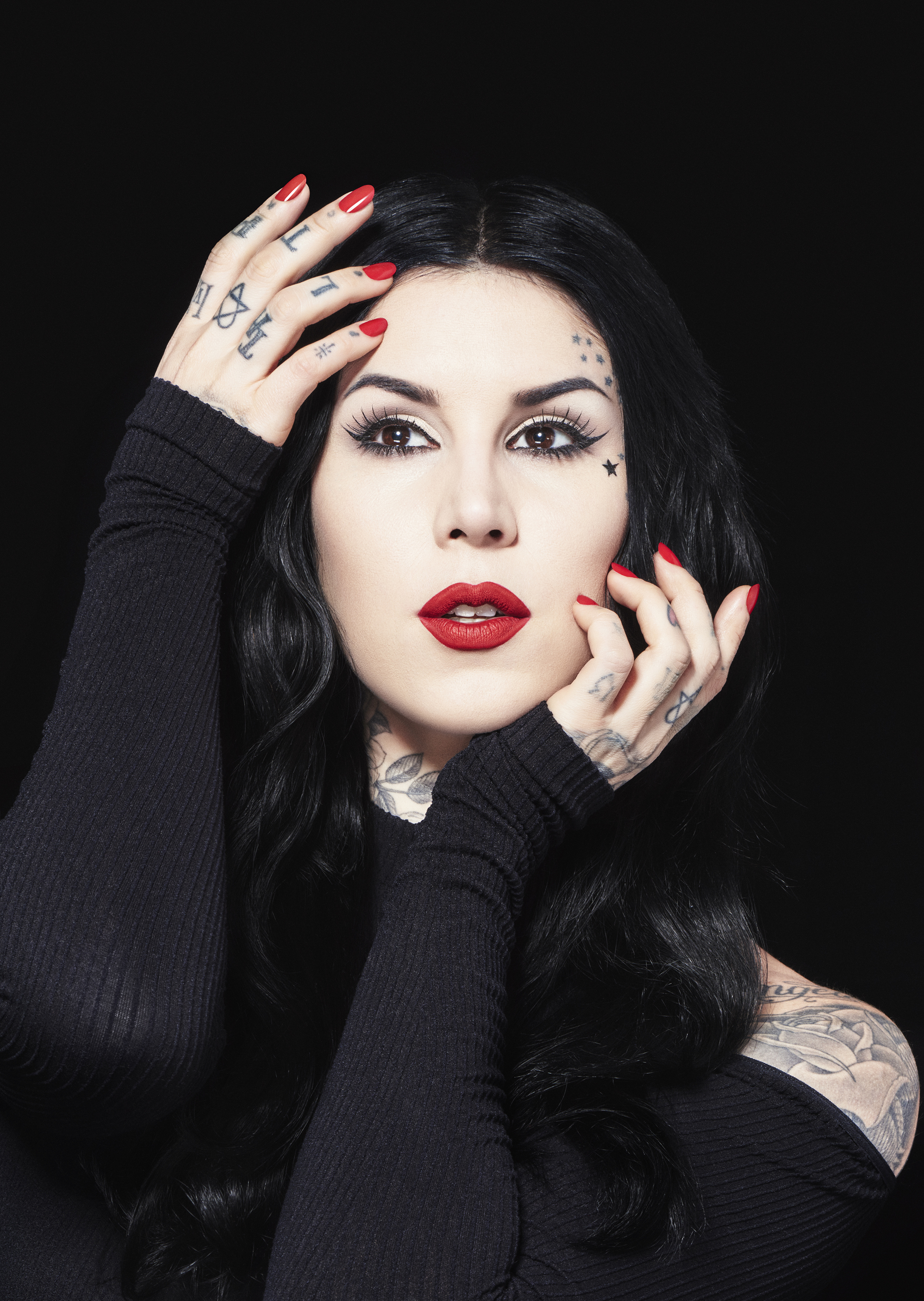
Kat Von D (2016)

Kat Von D (eigentlich Katherine Von Drachenberg; * 8. März 1982 in Monterrey, Mexiko) ist eine US-amerikanische Tattookünstlerin und TV-Persönlichkeit. Sie wurde international bekannt durch ihre Mitwirkung in den Reality-Fernsehserien Miami Ink und LA Ink. Sie betreibt ein Tattoostudio namens High Voltage Tattoo in West Hollywood und hatte bis Anfang 2020 die Kosmetik-Linie „Kat Von D Beauty“. Um sich anderen Aktivitäten zu widmen, hat sie sich komplett aus der Firma zurückgezogen. Die Marke wird unter „KVD Vegan Beauty“ von KENDO weitergeführt.

## Leben
Eigenen Aussagen zufolge stammt Kat Von D väterlicherseits aus einer Familie deutscher Herkunft ab. Ihr Vater René Von Drachenberg und ihre spanisch-italienische Mutter Sylvia Von Drachenberg, geb. Galeano, wurden in Argentinien geboren. Die Eltern waren als Missionare der Siebenten-Tags-Adventisten in Mexiko tätig.
Die Familie siedelte nach Colton in Kalifornien über, als Kat Von D vier Jahre alt war. Sie spricht fließend Englisch und Spanisch.
Im Alter von 14 Jahren brach sie ihre Schulausbildung ab und ließ sich auf dem Knöchel ihr erstes Tattoo, den Buchstaben J, stechen. 1998 begann sie in ihrem ersten Studio Sin City Tattoo zu arbeiten. Kat Von D ist am ganzen Körper tätowiert, auch im Gesicht hat sie seitlich der Augen Tätowierungen.

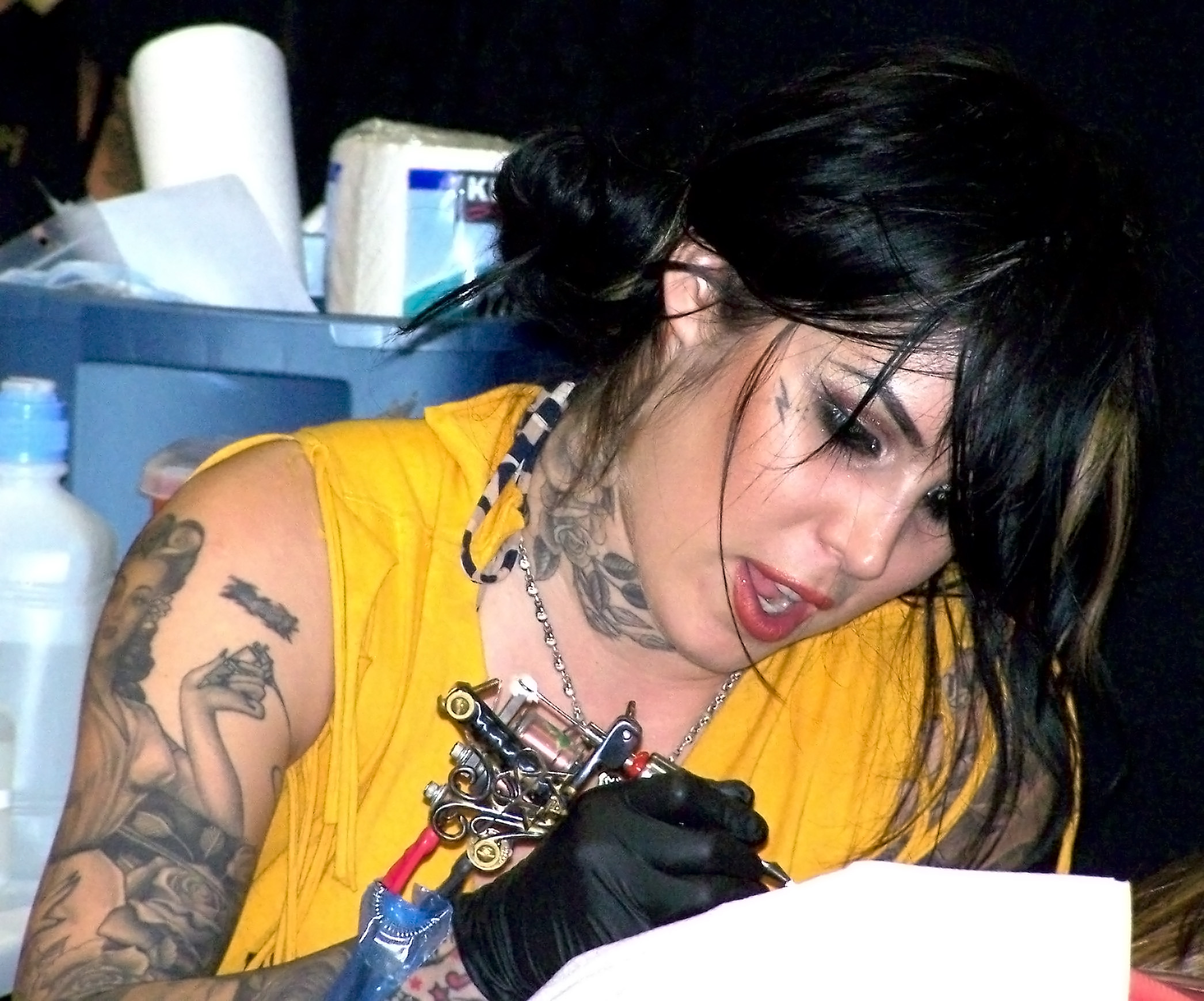
Kat Von D (2007)

2007 wurde Kat Von D bei Miami Ink gekündigt. Nach der Kündigung erhielt der in Israel geborene US-Amerikaner James, einer der Mitinhaber des Tattoostudios, eine Autogrammkarte mit einem Autogramm von Kat Von D, die neben dem Satz „Burn in Hell Jewbag“ mit einem Hakenkreuz und einem brennenden Davidstern versehen war. Eine interne Untersuchung bei The Learning Channel und ein Gutachten eines Schriftsachverständigen ergab eine 99%ige Wahrscheinlichkeit, dass der Text und die Unterschrift von Kat Von D stammen. Kat Von D widerspricht diesen Darstellungen.
Am 14. Dezember 2007 stach sie 400 Tattoos innerhalb von 24 Stunden und setzte damit einen inzwischen übertroffenen Weltrekord. Sie trägt tätowierte Abbildungen von Ludwig van Beethoven, María Félix sowie verschiedenen Familienmitgliedern.

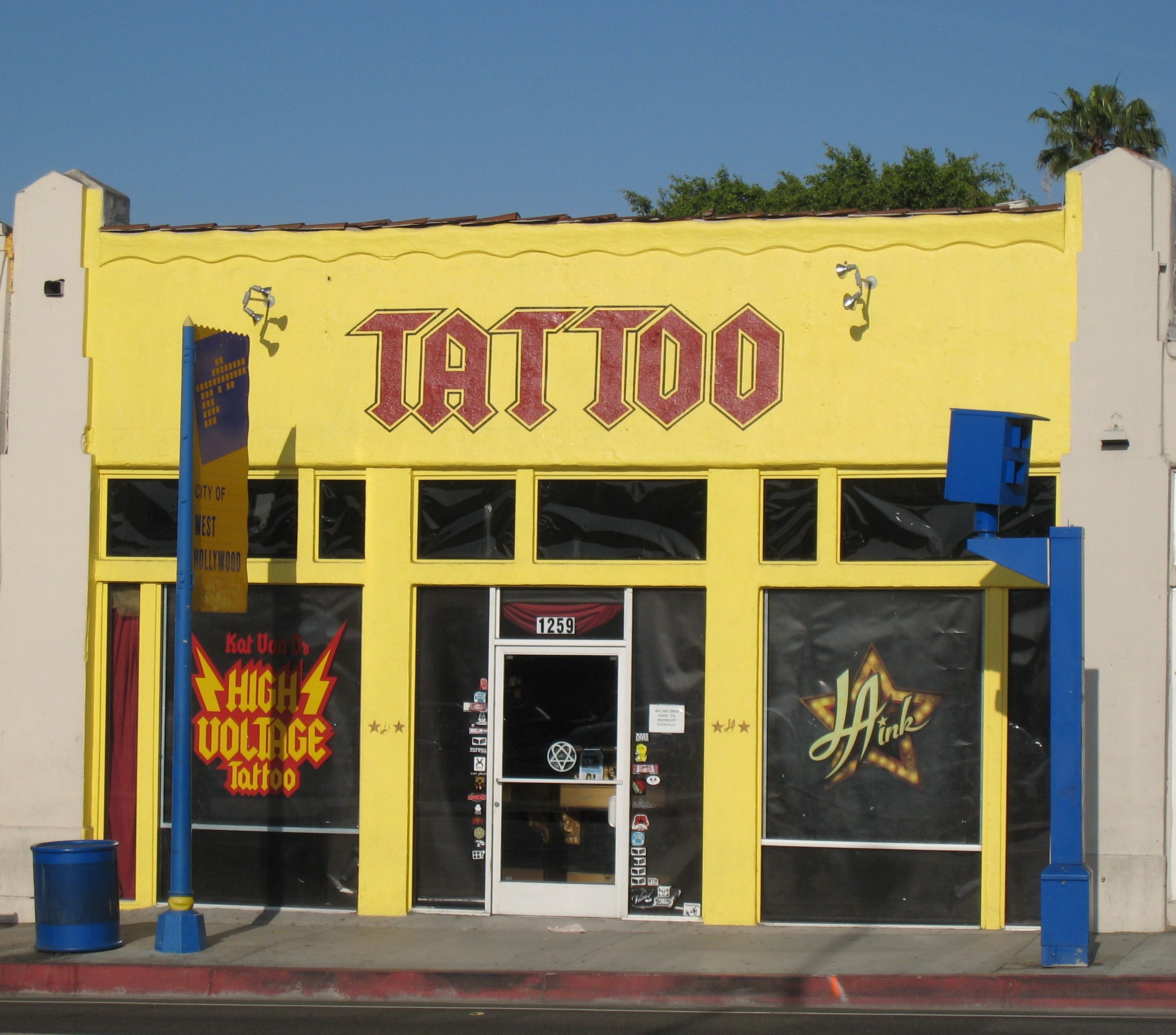
High Voltage Tattoo

2009 veröffentlichte sie ihr erstes Buch High Voltage Tattoo mit Fotos von Lionel Deluy, das Platz 6 der Bestsellerliste der New York Times erreichte. Es erschien im selben Jahr in der deutschen Übersetzung von Thorsten Wortmann im Schwarzkopf & Schwarzkopf Verlag. The Tattoo Chronicles, ein autobiografisches Werk mit Sandra Bark, erschien ebenfalls bei Schwarzkopf & Schwarzkopf in der Übersetzung von Madeleine Lampe und Thorsten Wortmann. Ihr drittes Buch Go Big or Go Home, welches ebenfalls autobiografischer Natur ist, veröffentlichte sie am 16. April 2013 zusammen mit Sandra Bark. Die deutsche Übersetzung ihres dritten Werkes ist noch nicht erhältlich.
Kat Von D wird auch von vielen Prominenten als Künstlerin geschätzt. Zu ihren Kunden gehörten unter anderem Lady Gaga, die sie im Jahr 2011 tätowierte, und Miley Cyrus, der sie 2013 ein Bild ihrer Großmutter gestochen hat.
Ihre Ehe mit dem Tattookünstler Oliver Peck wurde 2007 geschieden. Von September 2010 an war sie mit Jesse James liiert. Das Paar gab im Januar 2011 seine Verlobung bekannt, trennte sich aber Ende Juli 2011. Von 2012 bis 2013 hatte Von D eine Beziehung mit dem kanadischen Musikproduzenten deadmau5. Für kontroverse Diskussionen sorgte sie, als sie öffentlich verkündete, ihr Kind nicht impfen zu lassen und nur vegan ernähren zu wollen.
Im August 2021 veröffentlichte Kat von D als Sängerin einer formierten Band ihr Debütalbum Love Made Me Do It, das sich musikalisch zwischen New Wave und Synthiepop bewegt. Zum Song Fear You, den Kat von D zusammen mit der Musikerin Linda Perry schrieb, gibt es einen offiziellen Videoclip. Für 2022 kündigte die Künstlerin eine Tournee mit vier Deutschlandkonzerten an.

## Engagement
Eigenen Angaben zufolge begann Kat Von D sich bereits in der Junior High School für Tierrechte einzusetzen, als sie einem Tierrechtsclub beitrat. Seitdem engagiert sich Kat Von D für Tiere und unterstützt einige wohltätige Vereine wie das Project Chimps, für das sie 256.000 US-Dollar an Spenden lukrierte, die Meeresschutzorganisation Sea Shepherd, Farm Sanctuary, und Mercy for Animals.

## Auftritte
- Free Radio
- Late Show with David Letterman (2007)
- LA Ink
- Tom Green Live (26. Juli 2007)
- Miami Ink – Tattoos fürs Leben (2006)
- The Ellen DeGeneres Show (2007)
- Jimmy Kimmel Live! (2008)
- Attack of the Show! (28. Januar 2008)
- HIM-Musikvideo Killing Loneliness (2006)
- Bam’s Unholy Union (2008)
- Where the #$&% is Santa? (2008)
- TomGreen.com – The Channel (9. August 2009)
- TomGreen.com – The Channel (29. August 2009)
- TV total (2010)
- Wetten, dass..? (4. Dezember 2010)

## Veröffentlichungen
- High Voltage Tattoo. Berlin 2009, ISBN 978-3-89602-927-0
- The Tattoo Chronicles. Berlin 2010, ISBN 978-3-86265-019-4
- Go Big or Go Home: Taking Risks in Life, Love, and Tattooing . Harper Design 2013, ISBN 978-0-06-210813-5